# Michał Trąbka
Michał Trąbka (ur. 22 kwietnia 1997 w Rudzie Śląskiej) – polski piłkarz, występujący na pozycji pomocnika, od 2024 w Wieczystej Kraków. Zawodnik Legii II Warszawa, Rozwoju Katowice, Gryfa Wejherowo, Stali Stalowa Wola, ŁKS Łódź i Stali Mielec.

## Kariera klubowa
Wychowanek Gwiazdy Ruda Śląska, zawodnik Legii II Warszawa, Rozwoju Katowice, Gryfa Wejherowo i Stali Stalowa Wola. W maju 2019 został zawodnikiem ŁKS Łódź, w barwach którego zadebiutował w Ekstraklasie w czwartej kolejce sezonu 2019/2020, w spotkaniu z Piastem Gliwice. W tejże kampanii ŁKS spadł do I ligi. 
20 stycznia 2023 Trąbka podpisał kontrakt ze Stalą Mielec, obowiązujący od 1 lipca 2023. Rundę wiosenną sezonu 2022/2023 dokończył z ŁKS Łódź w pierwszej lidze, z którym wywalczył powrót klubu do Ekstraklasy z pierwszego miejsca. W rundzie jesiennej sezonu 2023/2024 wystąpił w Ekstraklasie dla Stali w 18 ligowych meczach, zdobywając jednego gola. 29 stycznia 2024 przeniósł się do trzecioligowej Wieczystej Kraków, z którą podpisał dwuipółletni kontrakt.